# Бродок (Кричевский район)
Бродок (бел. Бродак) — деревня в Кричевском районе Могилёвской области Белоруссии. Входит в состав Молятичского сельсовета.

## География
Деревня находится в северо-восточной части Могилёвской области, в пределах Оршанско-Могилёвской равнины, на берегах ручья Рышта, на расстоянии примерно 9 километров (по прямой) к северо-западу от Кричева, административного центра района. Абсолютная высота — 166 метров над уровнем моря.

## История
В конце XVIII века деревня входила в состав Мстиславского воеводства Великого княжества Литовского.
Согласно «Списку населенных мест Могилёвской губернии» 1910 года издания населённый пункт входил в состав Бродковского сельского общества Малятичской волости Чериковского уезда Могилёвской губернии. В деревне имелось 52 двора и проживало 310 человек (151 мужчина и 159 женщин).

## Население
По данным переписи 2009 года, в деревне проживало 27 человек.